# Lost in the ghost light
Lost in the ghost light is een studioalbum van Tim Bowness. Het is een conceptalbum met als thema het leven van (denkbeeldige) artiest Jeff Harrison na zijn succesperiode met de muziekgroep Moonshot (eveneens denkbeeldig). Opnamen vonden plaats gedurende de periode 2009 tot 2016 op allerlei plaatsen in Engeland, Zweden en de Verenigde Staten. Diverse gastmusici leverden bijdragen opgenomen in hun privé-geluidsstudios. Het album bevat dromerige progressieve rock met een echo van de muziek binnen dat genre uit de jaren 70, de succesvolle periode van Moonshot. Verder werkte Stephen Bennett (productie, editing en archief) en Steven Wilson (mix, mastering) mee, beiden maatjes uit No-man.
het concept leidde ertoe dat het album afwijkt van de rest van het oeuvre van Bowness, constateerde hij in 2020. Hij meldde toen ook dat hij in eerste instantie dacht dat inschakeling van andere zangers/zangeressen het album ten goede zou komen; hij zag daar later weer van af.

## Musici
- Tim Bowness – zang
- Bruce Soord (uit The Pineapple Thief) – gitaar, achtergrondzang  (1, 3, 5, 7, 8)
- Colin Edwin (o.a. uit Porcupine Tree) – basgitaar (1, 2, 3, 4, 5), contrabas (8)
- Ricard Nettermalm (uit Paatos) - drumstel (1, 2, 5
- Kit Watkins (o.a. uit Camel) – dwarsfluit (1, 6), waterfoon (6)
- Stephen Bennett – toetsinstrumenten, gitaar (1, 2, 4, 5, 7, 8)
- David Rhodes (speelde bij Peter Gabriel) – gitaar (3)
- Andrew Booker (speelde bij Sanguine Hum) – drumstel (3, 4, 7, 8)
- Andrew Keeling (betrokken bij Robert Fripp en King Crimson) – strijkarrangement, fluiten (3, 4, 5)
- Charlotte Dowding – strijkensemble (3, 4, 5)
- Pete Smith – basgitaar (7)
- Steve Bingham – viool (7, 8)
- Ian Anderson (speelt bij Jethro Tull)– dwarsfluit (8)

## Muziek
| Nr. | Titel                                                       | Duur |
| --- | ----------------------------------------------------------- | ---- |
| 1.  | Worlds of yesterday (Bowness, Bennett)                      | 5:41 |
| 2.  | Moonshot manchild (Bowness, Bennett)                        | 8:58 |
| 3.  | Kill the pain that’s killing you (Bowness, Bennett, Murphy) | 3:44 |
| 4.  | Nowhere good to go (Bowness, Bennett)                       | 4:46 |
| 5.  | You’ll be the silence (Bowness, Bennett)                    | 9:01 |
| 6.  | Lost in the ghost light (Bowness)                           | 1:40 |
| 7.  | You wanted to be seen (Bowness, Bennett)                    | 5:32 |
| 8.  | Distant summers (Bowness, Bennett)                          | 4:06 |